# Tongo
Tongo (albanska: Ishulli i Tongos) är en ö i Joniska havet i södra Albanien. Det är en stenig ö och det finns rikt med vattenlevande djur omkring ön. Ön ligger omkring 250 meter från kusten och 50 meter öster om ön ligger gränsen mellan Grekland och Albanien. Ön täcker en yta på ungefär 2,5 hektar.